# UFC 238
UFC 238: Сехудо vs. Мораис — событие организации смешанных боевых искусств Ultimate Fighting Championship, которое прошло 8 июня 2019 года на арене Юнайтед-центр в городе Чикаго, штат Иллинойс, США.

## Положение до турнира
Хэдлайнером турнира выступил поединок за вакантный титул чемпиона UFC в легчайшем весе между золотым призёром Олимпийских игр 2008 по вольной борьбе и действующим чемпионом UFC в наилегчайшем весе Генри Сехудо и бывшим чемпионов WSOF в легчайшем весе Марлоном Мораисом. Двукратный чемпион дивизиона Ти Джей Диллашоу был временно отстранён из-за провала допинг-теста, о чём он самостоятельно сообщил 20 марта, добровольно освободив титул до официального решения USADA.
Поединок за титул чемпионки UFC в наилегчайшем весе между действующей чемпионкой Валентиной Шевченко и Джессикой Ай стал соглавным боем турнира.
На этом турнире должен был состояться бой в женском минимальном весе между Фелис Херриг и Ксяонан Ян. Однако 30 апреля стало известно, что Херриг выбыла из поединка в связи с разрывом передней крестообразной связки. Её заменила бывшая чемпионка Invicta FC в минимальном весе Анджела Хилл.

## Результаты турнира
| Весовая категория                    | Результат боя           | Результат боя | Результат боя        | Способ победы                              | Раунд | Время | Примечание                                              |
| Основные бои                         |                         |               |                      |                                            |       |       |                                                         |
| Легчайший веc                        | Генри Сехудо (ч - НЛЧВ) | поб.          | Марлон Мораис        | Технический нокаут (удары)                 | 3     | 4:51  | Бой за вакантный титул чемпиона UFC в легчайшем весе.   |
| Женский наилегчайший вес             | Валентина Шевченко (ч)  | поб.          | Джессика Ай          | Нокаут (удар ногой в голову)               | 2     | 0:26  | Бой за титул чемпионки UFC в женском наилегчайшем весе. |
| Лёгкий вес                           | Тони Фергюсон           | поб.          | Дональд Серроне      | Технический нокаут (остановка доктором)    | 2     | 5:00  |                                                         |
| Легчайший вес                        | Пётр Ян                 | поб.          | Джимми Ривера        | Единогласное решение (29-28, 29-28, 30-27) | 3     | 5:00  |                                                         |
| Тяжёлый вес                          | Благой Иванов           | поб.          | Тай Туиваса          | Единогласное решение (29-28, 30-27, 30-27) | 3     | 5:00  |                                                         |
| Предварительные бои (ESPN)           |                         |               |                      |                                            |       |       |                                                         |
| Женский минимальный вес              | Татьяна Суарес          | поб.          | Нина Ансарофф        | Единогласное решение (29-28, 29-28, 29-28) | 3     | 5:00  |                                                         |
| Легчайший вес                        | Алджамейн Стерлинг      | поб.          | Педру Муньюс         | Единогласное решение (30-27, 30-27, 30-27) | 3     | 5:00  |                                                         |
| Женский минимальный вес              | Алекса Грассо           | поб.          | Каролина Ковалькевич | Единогласное решение (30-27, 30-27, 30-27) | 3     | 5:00  |                                                         |
| Полулёгкий вес                       | Кэлвин Каттар           | поб.          | Рикардо Ламас        | Нокаут (удары)                             | 1     | 4:06  |                                                         |
| Предварительные бои (UFC Fight Pass) |                         |               |                      |                                            |       |       |                                                         |
| Женский минимальный вес              | Янь Сяонань             | поб.          | Анджела Хилл         | Единогласное решение (29-28, 29-28, 29-28) | 3     | 5:00  |                                                         |
| Средний вес                          | Даррен Стюарт           | поб.          | Бивон Льюис          | Единогласное решение (29-28, 29-28, 30-27) | 3     | 5:00  |                                                         |
| Легчайший вес                        | Эдди Уайнленд           | поб.          | Григорий Попов       | Технический нокаут (удары)                 | 2     | 4:47  |                                                         |
| Женский наилегчайший вес             | Кэтлин Чукагян          | поб.          | Джоанна Колдервуд    | Единогласное решение (30-27, 29-28, 29-28) | 3     | 5:00  |                                                         |

## Награды
Следующие бойцы получили бонусные выплаты в размере $50 000:
- Лучший бой вечера: Тони Фергюсон против Дональда Серроне

- Выступление вечера: Генри Сехудо и Валентина Шевченко

## Выплаты
Ниже приводятся суммы официальных выплат, опубликованные Атлетической Комиссией штата Невада. Они не включают спонсорских денег, прибыли за продажу платных трансляций и призовых за награды. Общая выплата на мероприятие $2,030,000.
- Генри Сехудо: $350,000 (нет победных бонусов) поб. Марлон Мораис: $100,000
- Валентина Шевченко: $210,000 (включая бонус за победу $105,000) поб. Джессика Ай: $100,000
- Тони Фергюсон: $170,000 (включая бонус за победу $10,000) поб. Дональд Серроне: $175,000
- Пётр Ян: $60,000 (включая бонус за победу $30,000) поб. Джимми Ривера: $68,000
- Благой Иванов: $110,000 (включая бонус за победу $55,000) поб. Тай Туиваса: $16,000
- Татьяна Суарес: $60,000 (включая бонус за победу $30,000) поб. Нина Ансарофф: $24,000
- Алджамейн Стерлинг: $150,000 (включая бонус за победу $75,000) поб. Педру Муньюс: $51,000
- Алекса Грассо: $28,000 (включая бонус за победу $14,000) поб. Каролина Ковалькевич: $25,000
- Келвин Каттар: $36,000 (включая бонус за победу $18,000) поб. Рикардо Ламас: $55,000
- Ксяонан Ян: $32,000 (включая бонус за победу $16,000) поб. Анджела Хилл: $26,000
- Даррен Стюарт: $44,000 (включая бонус за победу $22,000) поб. Бивон Льюис: $12,000
- Эдди Уайнленд: $62,000 (включая бонус за победу $31,000) поб. Григорий Попов: $10,000
- Кэтлин Чукагян: $36,000 (включая бонус за победу $18,000) поб. Джоанн Калдервуд: $20,000